# (8045) Kamiyama
Pour les articles homonymes, voir Kamiyama (homonymie).
(8045) Kamiyama est un astéroïde de la ceinture principale.

## Description
(8045) Kamiyama est un astéroïde de la ceinture principale. Il fut découvert le 6 janvier 1995 à Ōizumi par Takao Kobayashi. Il présente une orbite caractérisée par un demi-grand axe de 2,60 UA, une excentricité de 0,14 et une inclinaison de 12,0° par rapport à l'écliptique.

## Compléments